# Фернандес, Гильермо Матиас
Гилье́рмо Мати́ас Ферна́ндес, также известный по прозвищу Поль (исп. Guillermo Matías «Pol» Fernández; родился 11 октября 1991 года, Гранадеро-Байгоррия, Санта-Фе) — аргентинский футболист, полузащитник клуба «Бока Хуниорс».

## Биография
Поль Фернандес является воспитанником «Боки Хуниорс», в основном составе которой он дебютировал 1 марта 2012 года. В матче 1/16 финала Кубка Аргентины «Бока» обыграла «Сентраль Кордову» (Росарио) со счётом 2:0. Фернандес вышел в стартовом составе и провёл весь матч. По итогам розыгрыша «сине-золотые» стали обладателями кубка.
В чемпионате Аргентины полузащитник впервые сыграл 19 марта того же года, выйдя на замену в гостевом матче против «Сан-Мартина» в Сан-Хуане. «Бока» выиграла со счётом 1:0.
В сезоне 2012/13 Фернандес довольно регулярно играл за основной состав «генуэзцев», однако впоследствии, в 2013—2016 годах, его регулярно отдавали в аренду другим командам Примеры — в «Росарио Сентраль», «Атлетико Рафаэлу» и «Годой-Крус». В 2016 году «Годой-Крус» выкупил контракт Фернандеса у «Боки» и Поль стал полноценным игроком клуба из Мендосы.
В сезоне 2018/19 Поль Фернандес выступал за «Расинг», которому помог выиграть чемпионат Аргентины. После этой победы Поль перешёл в мексиканский «Крус Асуль». Отыграв за «цементников» в Апертуре 2019, Фернандес отправился в аренду в свой бывший клуб — «Боку Хуниорс», которой помог в последних турах сезона 2019/20 завоевать чемпионский титул. Сразу же после завершения чемпионата в Аргентине стартовал Кубок Суперлиги, который был сорван из-за пандемии COVID-19. В 2021 году аргентинец вернулся в Мексику, где помог «Крус Асулю» выиграть чемпионат «Защитники Клаусура 2021», а также трофей Чемпион чемпионов.
В январе 2022 года Поль Фернандес вновь вернулся в «Боку», но уже на постоянной основе.

## Достижения
- Чемпион Аргентины (2): 2018/19, 2019/20
- Обладатель Кубка Аргентины (1): 2019/20
- Обладатель Кубка Профессиональной лиги Аргентины (2): 2020, 2022
- Чемпион Мексики (1): Защитники Клаусура 2021
- Обладатель трофея Чемпион чемпионов (1): 2021
- Обладатель Суперкубка Мексики (1): 2019